# Arancel de 1883
En la historia de la legislación tributaria de los Estados Unidos, la Tarifa de 1883 (promulgada como ley el 3 de marzo de 1883), también conocida por sus detractores como la Ley Arancelaria Mestiza, redujo sólo marginalmente los elevados tipos arancelarios y dejó en pie barreras proteccionistas bastante fuertes.
El presidente Chester A. Arthur nombró una comisión en mayo de 1882 para recomendar cuánto se deberían reducir las tasas arancelarias. El tema fue controvertido durante las últimas tres décadas del siglo XIX, lo que hizo que la revisión de tarifas fuera una tarea de enormes dimensiones. Diferentes sectores defendían medidas opuestas, a menudo deseando mantener los aranceles sobre algunos artículos y reducirlos sobre otros. El apoyo o la oposición a los aranceles a menudo se dividía según las regiones.
En diciembre de 1882, la comisión abogó por reducciones sustanciales. Los proteccionistas en el Congreso  reconocieron que algún tipo de reducción sería políticamente popular, pero querían evitar un recorte drástico. Los republicanos querían asegurarse de que se aprobara una reducción de aranceles antes de que los demócratas en ejercicio asumieran el control del Congreso en la siguiente sesión y redujeran las tasas por un margen mayor.
El resultado fue una legislación enormemente complicada e impopular, sin una visión clara. Se redujeron los aranceles de algunos productos. Otros se aumentaron inexplicablemente. A algunos productos se les aplicaron múltiples tipos arancelarios en distintos lugares, sin un razonamiento claro. Los tipos arancelarios se redujeron una media del 1,47%, y la mayoría se mantuvieron en torno al 35-40%.
El presidente Arthur no era el partidario más entusiasta de la reducción arancelaria, pero sí creía que era necesaria una reducción significativa y reconoció que los cambios realizados por la "tarifa mestiza" eran insuficientes. Por lo tanto, ordenó al secretario de Estado de los EE. UU., Frederick Theodore Frelinghuysen, que establecieran acuerdos comerciales recíprocos con otras naciones, especialmente con aquellos con la materia prima que los EE. UU. necesitaba. Los acuerdos comerciales recíprocos permitieron a Arthur modificar el arancel sin tener que implicarse en una batalla en el Congreso sobre el tema.

## Nix v.Hedden
La ley exime a las frutas pero no a las hortalizas, lo que provocó que los importadores de tomates presentaran demandas alegando que los tomates son una fruta, lo que dio lugar a la decisión unánime del Tribunal Supremo de EE. UU. en el caso Nix v. Hedden (10 de mayo de 1893) de que los tomates deben considerarse una hortaliza a efectos de este arancel.

## Otras lecturas
- Hendrickson, Scott A.; Robert, Jason M. (2016). «Short-Term Goals and Long-Term Effects: The Mongrel Tariff and the Creation of the Special Rule in the U.S. House». Journal of Policy History 28 (2): 318-341. doi:10.1017/S0898030616000087.
- Taussig, F. W. (1912). Tariff History of the United States.

- Datos: Q7686039